# Aeroportul Leaf Rapids
Aeroportul Leaf Rapids (IATA: YLR, ICAO: CYLR) este un aeroport din Manitoba, Canada. Aeroportul a fost tranzitat în 2018 de 0 pasageri.
Situat la o altitudine de 292 m, aeroportul dispune de o singură pistă.